# Phylactella mediterranea
Phylactella mediterranea is een mosdiertjessoort uit de familie van de Smittinidae. De wetenschappelijke naam van de soort is voor het eerst geldig gepubliceerd in 2004 door Rosso.